# Földessy Margit Színjáték- és Drámastúdió
A Földessy Margit Színjáték- és Drámastúdió (Színjátékország; Szindra Stúdió; Színjáték Dráma-Stúdió) 1985 óta működik Földessy Margit vezetésével. A foglalkozásokat a Marczibányi Téri Művelődési Ház termeiben tartják. Az órák legfontosabb eszköze a játék, amelynek segítségével fejlesztik a gyerekek és a felnőttek személyiségét. Emellett a növendékeknek lehetőségük van a tehetségüket megmutatni a színház különböző előadásaiban is.

## Néhány ismert név, a korábbi növendékek közül
- Baronits Gábor
- Bódy Gergely
- Csiby Gergely
- Dénes Viktor
- Dobó Kata
- Dóra Béla
- Döbrösi Laura
- Eke Angéla
- Fenyő Iván
- Gallusz Nikolett
- Gonda Kata
- Gyárfás Dorka
- Haumann Petra
- Horváth Lili
- Kapócs Zsóka
- Kecskés Karina
- Kokas Piroska
- Kolovratnik Krisztián
- Köves Dóra
- Lengyel Tamás
- Litkai Gergely
- Menczel Andrea
- Mesterházy Gyula
- Nemes Takách Kata
- Németh Kristóf
- Pál Tamás
- Péter Kata
- Rada Bálint
- Sárosdi Lilla
- Sárosdy Eszter
- Simonyi Balázs
- Szántó Balázs
- Szántó Szandra
- Tompos Kátya
- Tóth Barnabás
- Törőcsik Franciska
- Vajda Milán
- Vári-Kovács Péter
- Veréb Tamás

## A Földessy Margit Drámastúdió előadásai (Szindra Társulat)
- A kör négyszögesítése: Szerelmes vígjáték a szovjet polgárháború idejéből.
- Hair: A film 1979-ben készült Miloš Forman rendezésével. Az előadás az eredeti szövegkönyv alapján, a film jeleneteit figyelembe véve készült.
- Hajmeresztő: Paul Portner darabja egy fodrászszalonban játszódik; egy gyilkosságról és azt követő nyomozásról szól. A darab érdekessége, hogy a nyomozók a közönség segítségével keresik a gyilkost, így a néző is interaktív szereplőjévé válik az előadásnak.
- Képzelt riport egy amerikai popfesztiválról: Az előadás aktualizálja a Déry–Presser–Adamis-musicalt. A legendás dalok 21. századi tartalommal csendülnek fel.
- Van, aki forrón szereti: Billy Wilder fergeteges vígjátéka két férfiról, akik rosszkor voltak rossz helyen.
- A padlás
- Jó estét nyár, jó estét szerelem!
- Koldusopera
- Az üvegcipő
- Doctor Herz
- William Shakespeare: Szentivánéji Álom
- Állandó előadások: Non-stop Impro előadás, Földessy Margit vezetésével

## Film
- Margitfilm (2019)